# Autostrada Addis Abeba-Adama
L'autostrada Addis Abeba-Adama è un'autostrada a pedaggio che collega Addis Abeba ad Adama, in Etiopia. Lunga 77,0 km, l'autostrada ha sei corsie di circolazione e può essere ampliata a otto corsie. L'autostrada è gestita dalla Ethiopian Toll Roads Enterprise (ETRE). Il traffico è gradualmente aumentato, raggiungendo nel 2019 i 24.000 veicoli/giorno, per un traffico totale di 33 milioni di veicoli nei primi cinque anni di attività.  L'autostrada accorcia di 20 km la distanza tra la capitale e Adama rispetto alla vecchia strada, e ha ridotto il tempo di percorrenza da 2 ore a 40 minuti.

## Storia
Costruita tra il 2010 e il 2014 dalla China Communications Construction Company, questa struttura è stata aperta al traffico il 14 settembre 2014. È parzialmente finanziata dalla Export–Import Bank of China. È la prima autostrada messa in servizio in Etiopia e nell'Africa orientale. Questo progetto era una priorità per l'Etiopia, in quanto costituisce una sezione dell'asse Addis Abeba-Gibuti, essendo il porto di Gibuti essenziale per le importazioni e le esportazioni etiopi.

## Percorso
| Autostrada Addis Abeba-Adama |                                                           |      |      |             |          |
| Tipo                         | Indicazione                                               | ↓km↓ | ↑km↑ | Regione     | Africana |
|                              | Addis Abeba - Strada nazionale                            | 0,0  | ..   | Addis Abeba | TA4      |
|                              | Barriera di Tulu Dimtu                                    | ..   | ..   | Oromia      | TA4      |
|                              | Dukem - Biscioftù                                         | ..   | ..   | Oromia      | TA4      |
|                              | Biscioftù                                                 | ..   | ..   | Oromia      | TA4      |
|                              | Moggio                                                    | ..   | ..   | Oromia      | TA4      |
|                              | Area di servizio in costruzione                           | ..   | ..   | Oromia      | TA4      |
|                              | Autostrada Moggio-Auasa                                   | ..   | ..   | Oromia      | TA4      |
|                              | Adama Ovest                                               | ..   | ..   | Oromia      |          |
|                              | Barriera di Adama                                         | ..   | ..   | Oromia      |          |
|                              | Adama - Wenji                                             | ..   | ..   | Oromia      |          |
|                              | Adama - Strada nazionale                                  | ..   | ..   | Oromia      |          |
|                              | Adama Est - Strada nazionale fine autostrada in esercizio | 77,0 | ..   | Oromia      |          |